# Adam Webster
Adam Harry Webster (West Wittering, Sussex Oriental, Inglaterra, Reino Unido; 4 de enero de 1995) es un futbolista inglés. Juega como defensa en el Brighton & Hove Albion de la Premier League de Inglaterra.

## Clubes
| Club                    | País       | Año       |
| ----------------------- | ---------- | --------- |
| Portsmouth              | Inglaterra | 2012-2016 |
| Aldershot Town (cedido) | Inglaterra | 2013-2014 |
| Ipswich Town            | Inglaterra | 2016-2018 |
| Bristol Ciy             | Inglaterra | 2018-2019 |
| Brighton & Hove Albion  | Inglaterra | 2019-     |